# Kasseler Sparkasse

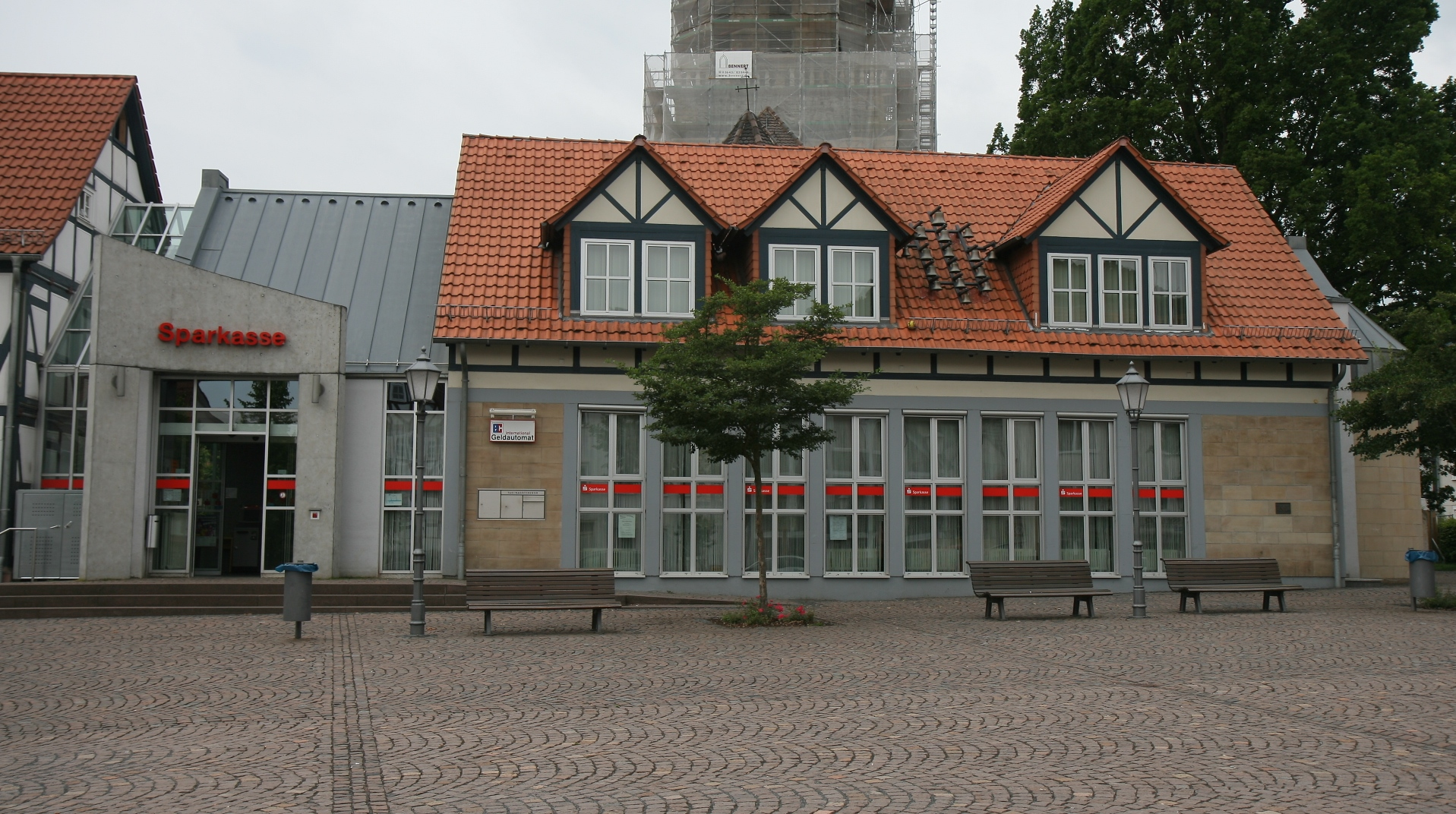
Geschäftsstelle Zierenberg

Die Kasseler Sparkasse ist eine öffentlich-rechtliche Sparkasse mit Sitz in Kassel in Hessen. Ihr Geschäftsgebiet ist die Stadt und der Landkreis Kassel.

## Organisationsstruktur
Die Kasseler Sparkasse ist eine Anstalt des öffentlichen Rechts. Rechtsgrundlagen sind das Sparkassengesetz für Hessen und die durch den Verwaltungsrat der Sparkasse erlassene Satzung. Organe der Sparkasse sind der Vorstand und der Verwaltungsrat.

## Geschäftsausrichtung
Die Kasseler Sparkasse ist in Stadt und Landkreis Kassel mit Geschäftsstellen vertreten. Sie ist das drittgrößte öffentlich-rechtliche Kreditinstitut in Hessen. Die Kasseler Sparkasse betreut heute Kunden in einem Gebiet von etwa 1200 Quadratkilometern mit rund 440.000 Einwohnern.
Das Leistungsspektrum umfasst die Beratung und Betreuung zu Finanzdienstleistungen für Privat-, Firmen- und Kommunalkunden.
Die Kasseler Sparkasse wies im Geschäftsjahr 2024 eine Bilanzsumme von 6,698 Mrd. Euro aus und verfügte über Kundeneinlagen von 5,375 Mrd. Euro. Gemäß der Sparkassenrangliste 2024 liegt sie nach Bilanzsumme auf Rang 60. Sie unterhält 59 Filialen/Selbstbedienungsstandorte und beschäftigt 956 Mitarbeiter.
Das Netz der 29 Beratungscenter und 38 SB-Geschäftsstellen wird durch 9 Center ergänzt, die sich wie folgt zusammensetzen: 5 Firmenkundencenter, 3 Baufinanzierungscenter, 1 Private Banking Center sowie die KS Finanz GmbH (eine GmbH für Immobilien und Versicherungen).
In Stadt und Landkreis Kassel stehen 143 Geldautomaten zur Verfügung.

## Geschichte
Die Kasseler Sparkasse zählt zu den ältesten Unternehmen in Nordhessen. Die „Städtische Sparkasse zu Cassel“ wurde 1832 gegründet. Im März 2007 feierte die Kasseler Sparkasse ihr 175-jähriges Bestehen.
Neben der Städtischen Sparkasse zu Cassel findet man die Wurzeln der Kasseler Sparkasse auch in der Städtischen Sparkasse Wolfhagen, Sparkasse Karlshafen und in der Städtischen Sparkasse Hofgeismar. Die Kreissparkasse Kassel (seit 1994 bestehend aus der Kreissparkasse Kassel, Wolfhagen und Hofgeismar) und die Stadtsparkasse Kassel fusionierten am 1. Januar 1997 zur Kasseler Sparkasse.
Die Kasseler Sparkasse hat 2024 ihren S-Finanz-Campus eröffnet. Durch die Zusammenlegung der beiden Hauptstellenstandorte in Kassel gibt es seit dem 17. Dezember 2024 alle Leistungen von rund 500 Mitarbeitenden unter einem Dach.

## Soziales Engagement und regionale Verbundenheit
Im Sinne der Gemeinwohlorientierung und aus Verantwortung für die Menschen in ihrem Geschäftsgebiet fördert die Kasseler Sparkasse gemeinnützige Vereine aus den Bereichen Kultur, Wissenschaft, Soziales und Sport. Im Geschäftsjahr 2024 konnte die Kasseler Sparkasse wieder zahlreiche Vorhaben und Veranstaltungen möglich machen und förderte insgesamt 666 Projekte mit einem Gesamtvolumen von 1.216.000 Euro.
Hinzu kommen zwei Stiftungen mit 10 Millionen Euro Stiftungskapital zur Förderung von regionalem Kultur-, Sozialwesen und Sport.
Dazu zählen:
- Stadt Kassel
- Landkreis Kassel

## Sparkassen-Finanzgruppe
Der Sparkassen- und Giroverband Hessen-Thüringen ist der Dachverband der 48 Sparkassen in Hessen und Thüringen und übernimmt für die Sparkassen eine Reihe zentraler Funktionen. Die Kasseler Sparkasse vertreibt gemeinsam mit den Verbundpartnern Bausparverträge der regionalen Landesbaukasse, offene Investmentfonds der Deka und Versicherungen der SV SparkassenVersicherung. Im Bereich des Leasing arbeitet sie mit der Deutschen Leasing zusammen. Zuständige Landesbank ist die Landesbank Hessen-Thüringen. Diese fungiert unter anderem als Verrechnungsstelle für den bargeldlosen Zahlungsverkehr, dient der Anlage von Liquiditätsreserven der Kasseler Sparkasse und unterstützt das Kreditinstitut, durch die Ausgabe von Pfandbriefen oder Kommunalobligationen, bei seiner Refinanzierung.

## Einlagensicherung
Die Kasseler Sparkasse ist dem Sicherungssystem der Deutschen Sparkassen-Finanzgruppe angeschlossen. Dieser Haftungsverbund gewährleistet die Liquidität und Solvenz der beteiligten Institute. Der Haftungsverbund besteht aus elf regionalen Sparkassen-Stützungsfonds, der Sicherungsreserve der Landesbanken und Girozentralen und dem Sicherungsfonds der Landesbausparkassen. Alle Sparkassen sind Mitglieder des zuständigen regionalen Sparkassen-Stützungsfonds. Sollte ein Institut in wirtschaftlichen Schwierigkeiten geraten, wird es vom jeweiligen Fonds gestützt, um Liquidität und Solvenz zu gewährleisten. Sollte bei einem regionalen Sparkassen-Stützungsfonds die Mittel für eine mögliche Stützung nicht ausreichen, tritt ein überregionaler Ausgleich ein. Die übrigen Sparkassen-Stützungsfonds würden sich dann an einer Stützung beteiligen.
In einem weiteren Schritt stehen bei Bedarf die gesamten Mittel aller Sparkassen-Stützungsfonds, der Sicherungsreserve der Landesbanken und des Sicherungsfonds der Landesbausparkassen zur Verfügung.

## Sonstiges
- Preisträger Minimax 2012 für nachhaltiges Energiekosten-Management[8]
- Best practice Award 2010: GreenIT[9]